# Nenndorf (Rosengarten)
Nenndorf ist ein kleiner Ortsteil der Gemeinde Rosengarten in Niedersachsen. Der Ort liegt etwa 15 Kilometer südlich der Hansestadt Hamburg. Im Jahr 1972 wurde Nenndorf zusammen mit anderen umliegenden Gemeinden zur Gemeinde Nenndorf zusammengeschlossen. Im darauffolgenden Jahr wurde die Gemeinde in Rosengarten umbenannt.
Etwa 10 Kilometer von Nenndorf entfernt befindet sich das Freilichtmuseum am Kiekeberg. Das Museum zeigt das Leben und Arbeiten auf einem Bauernhof im 19. Jahrhundert.